# Tjark Müller
Tjark Müller (* 2. Juni 1993 in Kiel) ist ein deutscher ehemaliger Handballspieler.

## Karriere
Müller spielte bis 2008 beim TSV Kronshagen, anschließend wechselte er zur Jugend des THW Kiel. Seit 2012 spielte er in der zweiten Mannschaft der Kieler, mit der er 2013 in die dritte Liga aufstieg. Am 16. Oktober 2013 kam der 1,87 Meter große Rückraumspieler im Spiel gegen die HBW Balingen-Weilstetten zu seinem einzigen Einsatz in der Bundesliga-Mannschaft des THW, mit der er 2014 deutscher Meister wurde.
Seit 2011 gehörte Tjark Müller regelmäßig zum Kader des THW Kiel für die EHF Champions League. Seinen einzigen Einsatz hatte er am 20. November 2013 im Heimspiel gegen Dunkerque HB Grand Littoral.
Müller wechselte im Sommer 2015 zum SH-Ligisten HSG Ostsee N/G.

## Bundesligabilanz
| Saison    | Verein   | Spielklasse | Spiele | Tore | 7-Meter | Feldtore |
| --------- | -------- | ----------- | ------ | ---- | ------- | -------- |
| 2013/14   | THW Kiel | Bundesliga  | 1      | 0    | 0       | 0        |
| 2013–2014 | gesamt   | Bundesliga  | 1      | 0    | 0       | 0        |